# Яблунівська сільська рада (Кагарлицький район)
| Яблунівська сільська рада — колишній орган місцевого самоврядування у Кагарлицькому районі Київської області з адміністративним центром у с. Яблунівка. Історична дата утворення: в 1991 році. Сільській раді підпорядковані населені пункти: - с. Яблунівка |

## Склад ради
Рада складається з 12 депутатів та голови.

### Керівний склад ради
| ПІБ                          | Основні відомості                                                         | Дата обрання | Дата звільнення |
| ---------------------------- | ------------------------------------------------------------------------- | ------------ | --------------- |
| Федорченко Людмила Вадимівна | Сільський голова, 1960 року народження, освіта                            | 26.03.2006   | 31.10.2010      |
| Федорченко Людмила Вадимівна | Сільський голова, 1960 року народження, освіта вища, член Партії регіонів | 31.10.2010   |                 |

Примітка: таблиця складена за даними джерела